# Payín Cejudo
Amparo Cejudo Mujica (Nuevo León, México; 28 de abril de 1954), más conocida como Payín Cejudo, es una cantante y actriz mexicana.

## Carrera
Amparo Cejudo Mujica nació un 28 de abril, hija de Juan Cejudo. Es la hermana de Juan "Chato" Cejudo y Rosa Cejudo. En su carrera como actriz, participó en el clásico musical "Aventurera", donde interpretó a la madre de la aventurera. Este personaje le duró 17 años.
También, conocida por ser maestra de M&M Studio desde 1997. Como cantante, ha desarrollado el género del jazz, que la ha llevado a viajar a diferentes sitios en Estados Unidos para presentaciones.
Algunos de sus temas grabados son "Manhattan", "Over the rainbow", "La Vie en Rose" y "Night and Day". Además, ha hecho tributo a otras grandes figuras como Woody Allen y Édith Piaf.
Debutó en la televisión en 2003 con Clase 406, donde interpretó a Olga Limonqui. La telenovela contó con las participaciones de Anahí, Dulce María, Alfonso Herrera, Aarón Díaz, entre otros. 
También participó en el capítulo de La rosa de Guadalupe, "Dos Únicas Salidas", donde interpretó a Cielo. En 2012, actúa en La mujer de Judas, donde interpretó a Santia García. Actuó al lado de Anette Michel, Víctor González, Andrea Martí, Geraldine Bazán, Daniel Elbittar, entre otros.
Tiene dos hijos. 

## Discografía
- "Payín canta desde el país de..."
  - "Night and day"
  - "Summertime"
  - "Blue moon"
  - "Cry me a river"
  - "Les Feuilles Morts"
- "Derivas"

## Filmografía
- Mi marido tiene familia (2017) ... Genoveva
- Lo que callamos las mujeres (2013-2014) ... Diversos episodios
- La mujer de Judas (2012) ... Santia García
- Martín al amanecer (2011)
- La rosa de Guadalupe (2008)
  - "Dos únicas salidas" ... Cielo Canseco
  - "Hasta encontrarte corazón" ... Esperancita
  - "Lady Cucaracha" ... Cleotilde
- Clase 406 (2003) ... Olga Limonqui
- "Aventurera"
- "Vive en libertad"